# Virginia Nyambura
Virginia Nyambura (ur. 20 lipca 1993) – kenijska lekkoatletka specjalizująca się w biegach długich.
W 2010 startowała na igrzyskach olimpijskich młodzieży, na których zdobyła tytuł mistrzowski w biegu na 2000 metrów z przeszkodami. Srebrna medalistka IAAF World Relays (2015). W tym samym roku zjaęła 7. miejsce na dystansie 3000 metrów z przeszkodami na mistrzostwach świata w Pekinie.
Rekord życiowy w biegu na 3000 metrów z przeszkodami: 9:13,85 (17 lipca 2015, Monako).

## Osiągnięcia
| Rok  | Impreza                        | Miejsce  | Konkurencja                        | Lokata     | Wynik    |
| ---- | ------------------------------ | -------- | ---------------------------------- | ---------- | -------- |
| 2010 | Igrzyska olimpijskie młodzieży | Singapur | bieg na 2000 metrów z przeszkodami | 1. miejsce | 6:29,97  |
| 2015 | IAAF World Relays              | Nassau   | sztafeta 1200+400+800+1600 metrów  | 2. miejsce | 10:43,35 |
| 2015 | Mistrzostwa świata             | Pekin    | bieg na 3000 metrów z przeszkodami | 7. miejsce | 9:26,21  |